# 무토 시즈카
무토 시즈카(일본어: 武藤 静香, 1987년 2월 4일 ~ )는 일본의 모델, 패션 디자이너이다.